# Находка (Вологодская область)
Находка — посёлок в Кичменгско-Городецком районе Вологодской области.
Входит в состав Кичменгского сельского поселения, с точки зрения административно-территориального деления — в Кичменгский сельсовет.
Расстояние по автодороге до районного центра Кичменгского Городка — 6 км, до центра муниципального образования Кичменгского Городка — 6 км. Ближайшие населённые пункты — Подол, Бараново, Княжигора.

## История
В 1966 г. указом президиума ВС РСФСР поселок механического маслозавода переименован в Находка.

## Население
| 2010 |
| ---- |
| 114  |